# Arctia basaliconfluens
Arctia basaliconfluens är en fjärilsart som beskrevs av Statt. 1934. Arctia basaliconfluens ingår i släktet Arctia och familjen björnspinnare. Inga underarter finns listade i Catalogue of Life.